# Gustaf De Geer (1816–1861)
Gustaf Gerard De Geer af Finspång, född 6 augusti 1816 i Risinge församling, Östergötlands län, död 26 juli 1861 i Nikolai församling, Södermanlands län, var en svensk friherre, militär och ingenjör.

## Biografi
Gustaf Gerard De Geer af Finspång föddes 1816 på Finspångs bruk i Risinge socken. Han var son till hovmarskalken Gerard De Geer af Finspång och Henrietta Charlotta Lagerstråle. De Geer blev 19 september 1832 sergeant vid Svea artilleriregemente och avlade 1833 officersexamen. Han blev 21 december 1833 underlöjtnant vid Svea artilleriregemente, 19 april 1834 sekundlöjtnant vid flottans mekaniska kår och var från 1835 till 1837 adjutant vid Storamiralsämtetets tredje avdelning. De Geer var under vintrarna 1838–1844 adjutant vid nämnda avdelning och i styrelsen för allmänna vägbyggnader och vattenbyggnader. Han blev 31 januari 1843 akpten och var från 1844 till 1849 tillförordnad distriktschef i östra väg- och vattenbyggnadsdistriktet. De Geer var från 1845 till 1861 övermekanikus vid Göta kanalverk och var från 1846 till 1850 arbetschef för nya slussbyggnaden i Stockholm. Han blev 1 februari 1850 major och blev 2 februari 1851 distriktschef i östra väg- och vattenbyggnadsdistriktet. Han utnämndes 28 november 1851 till riddare av Vasaorden och var från 1851 till 1854 chef för hamnbyggnaden i Vadstena. De Geer blev 22 december 1851 major vid väg- och vattenbyggnadskåren och var från 1852 till 1856 ingenjör för hamnbyggnaden i Kalmar. Han var från 1852 till 1856 ledande ingenjör för uppmuddringen av segelleden från Norrköping, samt för uppmuddringen av Stångån mellan Linköping och Roxen. Han gjorde även förslag till den nuvarande Skeppsholmsbron i Stockholm 1857. De Geer avled 1861 på Stjärnholm i Sankt Nicolai socken.

### Familj
De Geer gifte sig 7 september 1854 i Mariestads kyrka med Natalie Ramsay (1836–1893), dotter till kammarherren Bror Jakob Ramsay och grevinnan Eva Catharina Charlotta Kalling. De fick tillsammans barnen Jacquette De Geer (född 1855) som var gift med kaptenen Otto Ehrenfried Adelborg, Henriette De Geer (1857–1940) och majoren Gustaf De Geer (född 1859). Efter De Geers död gifte Ramsay om sig med kammarherren Hjalmar Fredrik Henrik von Wright.